# Valentine Grant
Valentine Grant (Frankfort, 14 febbraio 1881 – Orange County, 12 marzo 1949) è stata un'attrice statunitense dell'epoca del cinema muto.

## Biografia
Valentine Grant fu la compagna del regista Sidney Olcott che le affidò il ruolo principale nel film Nan o' the Backwoods. L'attrice fece parte della seconda troupe che la Kalem Company inviò in Irlanda, primo esempio di una casa di produzione statunitense che aveva deciso di lavorare all'estero: così, nel 1915, Valentine fu la protagonista di All for Old Ireland. Apparve in diversi film, lavorando anche per altre compagnie come i Lubin Studios di Filadelfia e la Famous Players-Lasky Corporation.  Dopo aver lasciato la Kalem, girò pochi film prima di ritirarsi nel 1918.
Sposata con Olcott, restò accanto al marito per tutta la vita: morì pochi mesi prima di lui, nel marzo del 1949.

## Filmografia

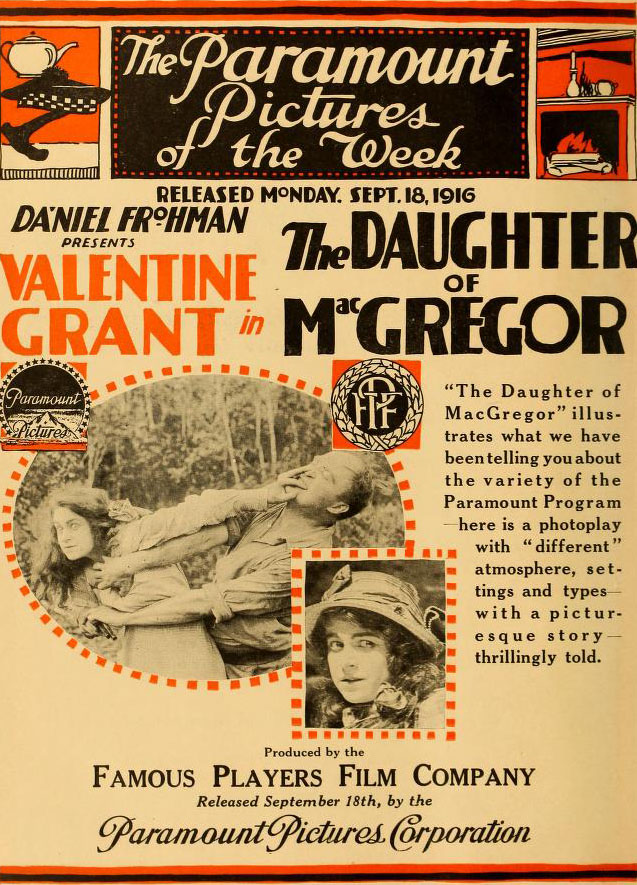
The Daughter of MacGregor (1916)

### Attrice
- When Men Would Kill, regia di Sidney Olcott (1914)
- In the Hands of a Brute, regia di Sidney Olcott (1914)
- A Mother of Men, regia di Sidney Olcott (1914)
- Tricking the Government, regia di Sidney Olcott (1914)
- The Melting Pot, regia di Oliver D. Bailey e James Vincent (1915)
- All for Old Ireland, regia di Sidney Olcott (1915)
- Nan o' the Backwoods, regia di Sidney Olcott (1915)
- The Ghost of Twisted Oaks, regia di Sidney Olcott (1915)
- The Taint, regia di Sidney Olcott (1915)
- The Innocent Lie, regia di Sidney Olcott (1916)
- The Daughter of MacGregor, regia di Sidney Olcott (1916)
- The Belgian, regia di Sidney Olcott (1918)

### Sceneggiatrice
- The Daughter of MacGregor, regia di Sidney Olcott (1916)
- The Belgian (1918)